# آن ألمغرن
آن ألمغرن بالإنجليزية: (Ann S. Almgren) هي عالمة رياضيات تطبيقية أمريكية عملت كرئيس لمركز العلوم الحاسوبية والهندسة في مختبر لورانس بيركلي الوطني. شملت اهتمامات ألمغرن البحثية الأولية الخوارزميات الحسابية لحل معضلات دينامكيات السوائل في مجموعة متنوعة من مجالات التطبيق. وتشمل مشاريعها الحالية تطوير وتنفيذ خوارزميات جديدة متعددة الأقطاب في شفرات شبكة تكيفية عالية الدقة ومصممة لأحدث الأبنية متعددة النوى.

## السيرة الذاتية
ألمغرين هي ابنة عالم الرياضيات فريدريك ألمغرن الابن وزوجته الأولى، بيفرلي ستيوارت. حصلت آن على درجة البكالوريوس في الفيزياء من جامعة هارفارد في عام 1984 ودرجة الماجستير والدكتوراه في الهندسة الميكانيكية من جامعة كاليفورنيا، بيركلي في عامي 1987 و1991 على التوالي. انضمت آن بعد زيارتها لمعهد الدراسات المتقدمة إلى مجموعة الرياضيات التطبيقية من مختبر لورانس ليفرمور الوطني في عام 1992، ثم انتقلت إلى مختبر لورانس بيركلي الوطني في عام 1996.
أصبحت آن في عام 2015 زميلة في جمعية الرياضيات الصناعية والتطبيقية «للمساهمة في تطوير الطرق العددية لديناميات السوائل وتطبيقها على المشاكل العلمية والهندسية واسعة النطاق». كما أنها تعمل في مجالس تحرير مجلة SIREV ومجلة CAMCoS.

## اهتماماتها البحثية
- النمذجة منخفضة العدد من نوع Ia الفائق (انظر MAESTRO)[9][10]
- تطوير حلال يولريان لشبكة التكيف لتدفق الفلكية الفلكية للانضغاط (انظر CASTRO)[11][12]
- تطوير رمز N-للجسم الهيدرو-كوزمولوجي الجديد (انظر NYX)
- أساليب الإسقاط التكيفية لتدفقات عدد ماخ غير القابل للانضغاط والانخفاض (انظر IAMR)

## وصلات خارجية
- Google scholar profile